# Мец (район Афін)
38°0′9″ пн. ш. 23°44′29″ сх. д. / 38.00250° пн. ш. 23.74139° сх. д.
Мец (грец. Μετς) — район Афін, розташований на пагорба Лонгіну, що поблизу пагорба Ардіттос, на південний схід від Заппіона; простягається до Першого афінського кладовища.
Район отримав назву за пивним рестораном Мец, відкритим на березі річки Іліссос баварцем Чарльзом Фіксом на згадку про лотаринзьке місто Мец. Попередня, давніша назва району — Пантременадіка (Παντρεμενάδικα).
Район обслуговує станція Афінського метрополітену «Акрополь».